# 97 (numero)
Novantasette (97)  è il numero naturale dopo il 96 e prima del 98.

## Proprietà matematiche
- È un numero dispari.
- È un numero difettivo.
- È il 25º numero primo, dopo l'89 e prima del 101.
- È un numero primo troncabile a sinistra.
- È un numero colombiano nel sistema numerico decimale.
- È un primo permutabile con il 79.
- È un termine della successione di Mian-Chowla.
- È un numero di Ulam.
- Non è la somma di due numeri primi.
- È la somma di tre numeri primi consecutivi, 97 = 29 + 31 + 37.
- È la somma di due potenze quarte, 97 = 24 + 34.
- È parte delle terne pitagoriche (65, 72, 97), (97, 4704, 4705).
- È un numero palindromo nel sistema di numerazione posizionale a base 8 (141).
- È un numero omirp.
- È un numero felice.
- È un numero intero privo di quadrati.

## Astronomia
- 97P/Metcalf-Brewington è una cometa periodica del sistema solare.
- 97 Klotho è un asteroide della fascia principale del sistema solare.
- NGC 97 è una galassia ellittica della costellazione di Andromeda.

## Astronautica
- Cosmos 97 è un satellite artificiale russo.

## Chimica
- È il numero atomico del Berkelio (Bk), un attinide.